# Кирилащук Світлана Анатоліївна
Кирилащук Світлана Анатоліївна (нар. 9 липня 1975, м. Вінниця) — українська науковиця, декан факультету інформаційних технологій та комп'ютерної інженерії Вінницького національного технічного університету (2020), кандидат педагогічних наук (2011), доцент (2015).

## Життєпис
Світлана Анатоліївна Кирилащук народилася 9 липня 1975 року в м. Вінниці, у сім'ї держслужбовців. У 1992 році - закінчила середню загальноосвітню школу № 1 м. Вінниці ім. М. І. Пирогова із золотою медаллю та вступила  до Вінницького державного педагогічного інституту на фізико-математичний факультет за спеціальністю математика та інформатика, який закінчила у 1997 році, отримавши кваліфікацію викладача математики та інформатики. У 2007 році закінчила Вінницький торговельно-економічний інститут Київського національного торговельно-економічного університету за спеціальністю облік та аудит, і отримала кваліфікацію спеціаліст з обліку і аудиту, економіст з обліку і аудиту.

## Професійна діяльність
- 1996-1997 - вчитель математики та інформатики у середній загальноосвітній школі № 1 м. Вінниці ім. М. І. Пирогова

- 2006-2010 - аспірант Вінницького національного технічного університету

- 2006-2011 - асистент кафедри вищої математики Вінницького національного технічного університету (ВНТУ)

- 2011 - захист кандидатської дисертації на тему "Педагогічні умови формування інженерного мислення студентів технічних університетів у процесі навчання вищої математики" та присудження науковий ступінь кандидата педагогічних наук за спеціальністю  13.00.04 "Теорія та методика професійної освіти"

- 2011-2012 - старший викладач кафедри вищої математики ВНТУ

- 2012-2023 - доцент кафедри вищої математики  у ВНТУ

- 2012-2015 - заступник директора з навчально-методичної роботи Інституту інформаційних технологій та комп'ютерної інженерії ВНТУ

- 2015-2020 - заступник декана факультету інформаційних технологій та комп'ютерної інженерії з навчально-методичної роботи ВНТУ

- 2015 - присвоєно вчене звання доцента кафедри вищої математики

- 2020-по теперішній час - декан факультету інформаційних технологій та комп'ютерної інженерії ВНТУ[1]

## Нагороди
2015 — Почесна грамота Вінницької обласної державної адміністрації та обласної Ради за багаторічну сумлінну працю, високий педагогічний професіоналізм та вагомі досягнення у науковій і навчально-методичній роботі.
2013 — Подяка Міністерства освіти і науки України за багаторічну сумлінну працю, вагомий особистий внесок у підготовку висококваліфікованих спеціалістів та плідну науково-педагогічну роботу.
2020 — Грамота Міністерства освіти і науки України за ініціативу та наполегливість, високий професіоналізм, сумлінне виконання службових обов'язків та вагомий особистий внесок у розвиток сфери освіти і науки України.
2020 — Грамота Виконавчого комітету Вінницької міської ради за вагомий внесок у справу навчання і виховання підростаючого покоління, високу професійну майстерність, наполегливість і відданість справі, активну громадянську позицію та з нагоди 60-річчя від дня заснування закладу
2023 — Почесна грамота Міністерства освіти і науки України
2025 — нагороджена нагрудним знаком «Відмінник освіти України».

## Науковий напрямок
Автор понад 100 наукових праць, у тому числі 6 монографій, 10 навчально-методичних видань, 7 патентів на корисну модель, 10 cвідоцтв про авторське право.
Викладає дисципліни
- Вища математика
- Спеціальні розділи вищої математики.

## Наукові публікації
Монографії
- Розвиток інженерного мислення студентів технічних університетів : монографія / С. А. Кирилащук, В. І. Клочко – Вінниця, 2014. – 229 с.

- Технологічний підхід до формування математичної компетентності фахівців галузі ІТ / С. А. Кирилащук, В. І. Клочко, З. В. Бондаренко // Modern education, training and upbringing : collective monograph. – Boston : Primedia eLaunch, 2021. – 6.14. – P. 453–466.

- Formation of the basic level of mathematical competence in mathematics lessons in the context of developmental learning / V. V. Khomyuk, S. A. Kyrylashchuk // Pedagogical and psychological science and education: transformation and development vectors : сollective monograph. – Venice, Italy, 2021. – Vol. 2. – P. 302-321.

- Use of distance learning technologies in the process of studying further mathematics by future engineers in higher technical education institutions / І. М. Khomiuk, S. A. Kyrylashchuk // New impetus for the advancement of pedagogical and psychological sciences in Ukraine and EU countries: research matters : collective monograph. – 2021. – Vol. 2. – Riga, Latvia : Baltija Publishing, 2021. – P. 308-315.

Навчальні посібники та підручники
- Вища математика з комп’ютерною підтримкою. Теорія функцій комплексної змінної : навчальний посібник / В. І. Клочко, С. А. Кирилащук. – Вінниця : Торговий дім Едельвейс і К, 2010. – 128 с.

- Вища математика. Функції багатьох змінних. Диференціальні рівняння. Тестові завдання : навчальний посібник / В. І. Клочко, З. В. Бондаренко, С. А. Кирилащук. - Вінниця : ВНТУ, 2012. - 80 с.

- Вища математика. Частина 1. Індивідуальні завдання : навчальний посібник / С. А. Кирилащук, З. В. Бондаренко, В. І. Клочко. – Вінниця : ВНТУ, 2020. – 93 с.

- Вища математика. Частина 2. Індивідуальні завдання : електронний навчальний посібник комбінованого (локального та мережного) використання / C. А. Кирилащук, З. В. Бондаренко, В. І. Клочко. – Вінниця : ВНТУ, 2022. – 129 с.

- Вища математика. Частина 3. Індивідуальні завдання : електронний навчальний посібник комбінованого (локального та мережного) використання / C. А. Кирилащук, З. В. Бондаренко, В. І. Клочко. – Вінниця : ВНТУ, 2023. – 110 с.

- Математика. Посібник для довузівської підготовки іноземних слухачів : навчальний посібник. Ч. 2 / С. А. Кирилащук, В. І. Клочко, І. В. Абрамчук, А. Ф. Дода. – Вінниця : ВНТУ, 2009. – 100 с.

- Математика. Посібник для слухачів підготовчого відділення для іноземних громадян. Частина 2 : практикум / С. А. Кирилащук, І. А. Клєопа, З. В. Бондаренко. – Вінниця : ВНТУ, 2019. – 106 с.

- Підручник «Вища математика. Звичайні диференціальні рівняння. Аналітичні та графічні методи» : підручник / В. І. Клочко, З. В. Бондаренко, С. А. Кирилащук, Ю. І. Волков ; ВНТУ. - Вінниця : ВНТУ, 2022.

Статті
- High speed buffer devices on the base of push-pull current amplifiers / Olexiy D. Azarov, Sergii V. Bogomolov, Svitlana A. Kyrylashchuk, Olexiy J. Stakhov, Mariusz Duk, Yedilkhan Amirgaliyev // Photonics Applications in Astronomy, Communications, Industry, and High-Energy Physics Experiments 2019. Vol.111765, № 111765W, May 26-Jun 02 2019. - Wilga, Poland, 2019.

- Selection of the calculus system base for ADC and DAC with weight redundancy / Alexey D. Azarov, Svitlana A. Kyrylashchyk, Sergey V. Bogomolov, Oleksiy Y. Stakhov, Andrzej Kotyra, Orken Mamyrbaev // Photonics Applications in Astronomy, Communications, Industry, and High-Energy Physics Experiments 2019, Vol. 1117662, 1117662, May 26-Jun 02 2019. - Wilga, Poland, 2019.

- Methods of Forming Mathematical Mobility of Future Engineers in Higher Mathematics Classes / Irina Khomyuk, Svetlana Kyrylashchuk, Victor Khomyuk, Zlata Bondarenkо, Iryna Klieopa // Society. Integration. Education : рroceedings of the International Scientific Conference 2021, Vol. I, May 24-25 2021, 2021. - P. 254-264.

- The Problem of Integration of Higer Mathematics with Economic Cycle Disciplines in the Process of Teaching Students / Zlata Bondarenkо, Svitlana Kyrylashchuk, Galyna Chernovolyk, Victor Khomyuk // Society. Integration. Education : рroceedings of the International Scientific Conference, Vol. I, May 22-23 2020. - Rezekne : Rezekne Academy of Technologies, 2020. - Р. 374-384.

- Застосування знаково-символоічного підходу у процесі формування професійних компетентностей студентів вищих навчальних закладів / С. А. Кирилащук, З. В. Бондаренко, В. І. Клочко, І. В. Хом’юк //  Інформаційні технології та комп'ютерна інженерія. – 2022. – Т. 53, № 1. - С. 99-104.

- Застосування інформаційно-комунікаційних технологій у процесі навчання вищої математики у технічних ЗВО / І. В. Хом’юк, С. А. Кирилащук, В. В. Хом’юк // Наукові записки Вінницького державного педагогічного університету імені Михайла Коцюбинського. Серія: Педагогіка і психологія. - 2022. – № 64. – С. 21-28.

- Особливості тестування студентів під час дистанційної форми навчання вищої математики в технічному університеті / З. В. Бондаренко, С. А. Кирилащук, А. А. Коломієць // Педагогіка формування творчої особистості у вищій і загальноосвітній школах. - 2020. - Вип. 73, т. 1. – С. 182–186.

- Оцінювання якості інформаційної компетентності студентів економічних спеціальностей ЗВО / С. А. Кирилащук,  З. В. Бондаренко, О. П. Прозор // Актуальні питання природничо-математичної освіти. - 2023. - Вип. 1. – С. 159–168.

- Побудова формалізованої математичної моделі для забезпечення розрахунку рейтингової оцінки / С. А. Кирилащук, І. В. Хом’юк, З. В. Бондаренко, Т. Г. Кирилащук //  Інформаційні технології та комп'ютерна інженерія. – 2021. – Т. 50, № 1. - С. 99-104.

- Резистивні матричні дільник струму для багато розрядних ЦАП із ваговою надлишковістю /  О. Д. Азаров, М. Р. Обертюх, С. А. Кирилащук // Інформаційні технології та комп'ютерна інженерія. – 2019. – Т. 2, № 45. - С. 33-39.

- Методичні аспекти навчання дискретної математики майбутніх фахівців з інформаційних технологій / З. В. Бондаренко, С. А. Кирилащук, Т. Г. Кирилащук // Педагогіка безпеки. – 2018.-  Т. 3, № 2. –  С. 145-152.

- Числове моделювання як одна із складових фундаментальної математичної підготовки інженерів   / С. А. Кирилащук,  З. В. Бондаренко, В. І. Клочко, Т. Г. Кирилащук // Інформаційні технології та комп'ютерна інженерія. – 2022. – № 3. - С.82-92.

## Профілі
Scopus Author ID: 57212033208
ORCID: RCID
Профіль у Google Scholar: Google Scholar
Researcher ID: Web of Science